# Кінний спорт на літніх Олімпійських іграх 2016
Змагання з кінного спорту на літніх Олімпійських іграх 2016 року пройшли з 7 по 19 серпня. Було розіграно 6 комплектів нагород. Традиційно вершники визначали чемпіонів у особистих та командних змаганнях з триборства, виїздки та конкуру. В усіх дисциплінах жінки могли брати участь нарівні з чоловіками.

## Дисципліни
Медальні комплекти було розіграно у наступних змагальних дисциплінах:
- Індивідуальна виїздка
- Командна виїздка
- Індивідуальне триборство
- Командне триборство
- Індивідуальний конкур
- Командний конкур

## Формат змагань

### Виїздка
Кожна з команд складається з трьох вершників, які одночасно конкурують і за індивідуальні комплекти нагород. Країна, яка не має достатньої кількості спортсменів для формування команди, може виставляти своїх представників лише у індивідуальних змаганнях.
Усі вершники змагаються у Гран-прі, що є першим етапом одночасно і для командного, і для особистого заліку. Найкращі сім команд потрапляють до спеціального Гран-прі, яке відзначається суворішою перевіркою. Переможець командної виїздки визначається шляхом об'єднання балів за підсумками обох етапів. Країна, у якої їх виявиться найбільше, стає Олімпійським чемпіоном.
Спортсмени, які завершили Гран-прі (перший відбірний раунд у особистому заліку), можуть пройти до спеціального Гран-прі, якщо їх команда потрапила до числа скеми найкращих (загалом 21 вершник). Додатково туди можуть потрапити 11 найкращих вершників серед тих, що залишилися. 18 найкращих за підсумками спеціального Гран-прі здобувають право на участь у третьому змагальному етапі (фристайлі), де кожен з учасників розробляє свою власну програму для демонстрації, яка має бути покладена на музику та містити кілька обов'язкових рухів. Вершники можуть адаптувати програму в залежності від сили своїх коней та включати до неї складніші рухи, ніж ті, що виконувалися на попередніх етапах (наприклад, такі, як пірует у піафе), з метою підвищення оцінки. Індивідуальні нагороди присвоюються на основі оцінки у фристайлі

### Триборство
У змаганнях можуть брати участь лише коні віком більше восьми років. Змагання за особисті та командні нагороди відбуваються паралельно. Вершники змагаються у виїздковій дисципліні, подоланні маршруту по пересіченій місцевості та стрибках. Командні медалі присуджують шляхом підсумовування результатів виступів трьох найкращих вершників кожної з країн в усіх трьох видах змагань. Загальна кількість спортсменів у команді не має перевищувати 5 вершників. Команда з найменшою кількістю штрафних балів отримує «золото».
25 найкращих вершників за підсумками першого фінального раунду у конкурі (останній етап триборства) потрапляють до другого фінального раунду, де й розігрують особисті нагороди. Обов'язковою умовою є те, що кожна з команд може бути представлена у останньому раунді не більше, ніж трьома спортсменами.

### Конкур
Для визначення володарів індивідуальних нагород проводиться п'ять раундів. За результатами першого вершники, що посіли перші 60 місць, здобувають право змагатися у другому кваліфай-раунді. Топ-45 вершників другого раунду переходять у третій, а 35 спортсменів, що показали найкращий результат у третьому, переходять до наступного етапу з умовою, що одна команда не може мати більше трьох представників у числі 35-ти найкращих. Якщо ж від однієї країни туди потрапили 4 вершники — один з них не має права змагатися за індивідуальні нагороди.
На четвертому етапі (індивідуальний фінальний раунд А) попередніми показниками спортсменів нехтують і вершники починають змагання з нулем у графі «помилки». 20 найкращих за результатами фіналу А потраплять до фіналу B, де проходять вже інший маршрут. Помилки у індивідуальних фіналах А та B підсумовуються для визначення чільної трійки, що отримує нагороди.
Командні змагання проводяться одночасно з індивідуальними, тож команді вершники конкурують одночасно і за особисті нагороди. Перший раунд командних змагань збігається з другим раундом індивідуальних. За його результатами визначається провідна вісімка команд, що продовжують боротьбу на наступному етапі (який проходить паралельно з третім раундом особистих змагань). Команди нагороджуються медалями на основі суми балів за обидва етапи командних змагань.

## Медалі

### Загальний залік
| Загальна кількість медалей |                 |   |   |   |        |
| Місце                      | Країна          | 1 | 2 | 3 | Всього |
| 1                          | Німеччина       | 2 | 2 | 2 | 6      |
| 2                          | Франція         | 2 | 1 | 0 | 3      |
| 2                          | Велика Британія | 2 | 1 | 0 | 3      |
| 4                          | США             | 0 | 1 | 2 | 3      |
| 5                          | Швеція          | 0 | 1 | 0 | 1      |
| 6                          | Австралія       | 0 | 0 | 1 | 1      |
| 7                          | Канада          | 0 | 0 | 1 | 1      |
| Усього                     | Усього          | 6 | 6 | 6 | 18     |

### Медалісти
| Дисципліна               | 1 | 2 | 3 |
| Індивідуальна виїздка    | Шарлотт Дюжарден (GBR) Кінь: Valegro | Ізабелль Верт (GER) Кінь: Weihegold Old | Крістіна Брерінг-Шпреє (GER) Кінь: Desperados FRH |
| Командна виїздка         | Німеччина (GER) - Зенке Ротенбергер (GER) Кінь: Cosmo - Доротеє Шнайдер (GER) Кінь: Showtime - Крістіна Брерінг-Шпреє (GER) Кінь: Desperados - Ізабелль Верт (GER) Кінь: Weihegold Old | Велика Британія (GBR) - Спенсер Вілтон (GBR) Кінь: Super Nova II - Фіона Бігвуд (GBR) Кінь: Orthilia - Карл Гестер (GBR) Кінь: Nip Tuck - Шарлотт Дюжарден (GBR) Кінь: Valegro | США (USA) - Еллісон Брок (USA) Кінь: Rosevelt - Кейсі Перрі-Гласс (USA) Кінь: Dublet - Стеффен Петерс (USA) Кінь: Legolas 92 - Лора Грейвз (USA) Кінь: Verdades |
| Індивідуальне триборство | Міхаель Юнг (GER) Кінь:Sam FBW | Астьє Нікола (FRA) Кінь:Piaf de B'Neville | Філліп Даттон (USA) Кінь:Mighty Nice |
| Командне триборство      | Франція (FRA) - Карім Лагуа Кінь: Entebbe - Тібо Валлетт Кінь: Qing du Briot - Матьє Лемуан Кінь: Bart L - Астьє Нікола Кінь: Piaf de B'Neville                                        | Німеччина (GER) - Юлія Краєвскі Кінь: Samourai du Thot - Сандра Ауффарт Кінь: Opgun Louvo - Інгрід Клімке Кінь: Hale-Bob Old - Міхаель Юнг Кінь: FBW                           | Австралія (AUS) - Шейн Роуз Кінь: CP Qualified - Стюарт Тінні Кінь: Pluto Mio - Сем Гріффітс Кінь: Paulank Brockagh - Кріс Бертон Кінь: Santano II              |
| Індивідуальний конкур    | Нік Скелтон (GBR) Кінь: Big Star | Педер Фредріксон (SWE) Кінь: All In | Ерік Ламаз (CAN) Кінь: Fine Lady 5 |
| Командний конкур         | Франція (FRA) - Філіпп Розьє Кінь: Rahotep de Toscane - Кевін Стаут Кінь: Reveur de Hurtebise - Роже-Ів Бост Кінь: Sydney une Prince - Пенелопа Лепревос Кінь: Flora de Mariposa       | США (USA) - Кент Фаррінгтон Кінь: Voyeur - Люсі Девіс Кінь: Barron - Маклейн Ворд Кінь: Azur - Елізабет Медден Кінь: Cortes'C'                                                 | Німеччина (GER) - Крістіан Альманн Кінь: Taloubet Z - Мередіт Майклс-Бербаум Кінь: Fibonacci - Даніель Дойссер Кінь: First Class - Лудгер Бербаум Кінь: Casello |